# Minová priepasť
Minová priepasť – jaskinia krasowa na terenie Krasu Słowacko-Węgierskiego, w Wewnętrznych Karpatach Zachodnich na Słowacji.

## Położenie
Jaskinia znajduje się w środkowej części Płaskowyżu Pleszywskiego. Jej wylot znajduje się na dnie leja krasowego, leżącego na południe od dawnej leśniczówki Veľký vrch.

## Geneza-morfologia
Jaskinia ma charakter korozyjno-zapadliskowy. Główna studnia, uformowana wzdłuż pęknięcia tektonicznego, ma głębokość 38 m.

## Znaczenie turystyczne
Jaskinia nie jest dostępna do zwiedzania, również z tego powodu, że na dnie studni, oprócz zawaliska wapiennych bloków, znajduje się znaczna ilość min, pocisków i innej amunicji, wrzuconych tu pod koniec  II wojny światowej (stąd obecna nazwa).